# Mars 6
La Mars 6 va ser una sonda del programa espacial soviètic llançada el 5 d'agost de 1973 des del Cosmòdrom de Baikonur per un coet Proton cap al planeta Mart, en el marc del Programa Marsnik.

## Mapa interactiu de Mart
El següent mapa d'imatge del planeta Mart conté enllaços interns a característiques geogràfiques destacant les ubicacions de Rovers i mòduls de descens. Feu clic en les característiques i us enllaçarà a les pàgines dels articles corresponents. El nord està a la part superior; les elevacions: vermell (més alt), groc (zero), blau (més baix).